# St. Roman (Austria)
St. Roman, Sankt Roman – gmina w Austrii, w kraju związkowym Górna Austria, w powiecie Schärding. Liczy 1741 mieszkańców.